# Meletea

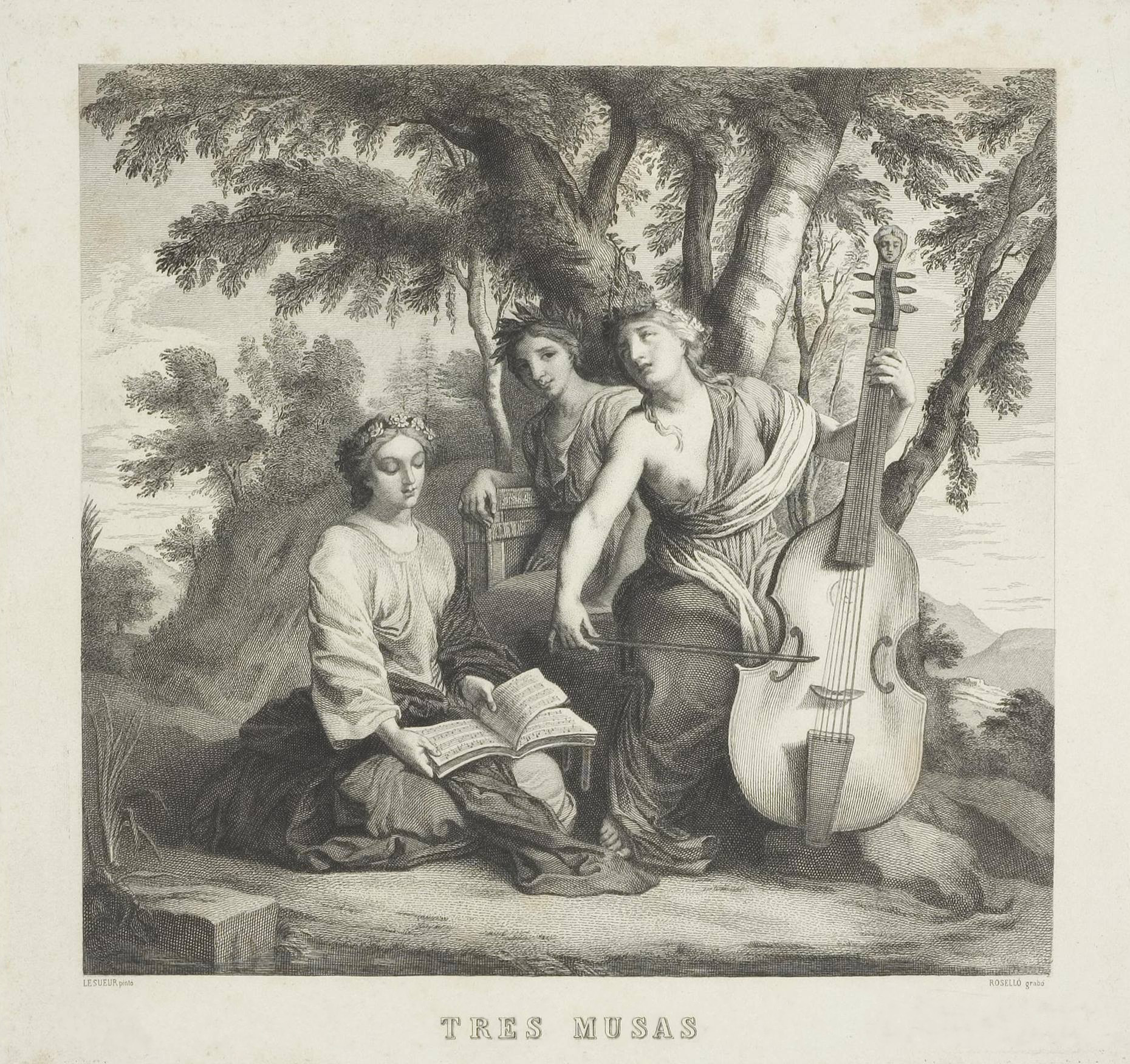
Ilustración de las tres musas

En la mitología griega Meletea o Mélete (en griego Μελέτη, «ensayo» o «meditación»), es la primera de las tres musas según Pausanias, junto con sus hermanas Aedea y Mnemea. Cicerón, en cambio, dice que las primeras musas eran cuatro en total, nacidas del segundo Júpiter (Zeus): Telxínoe, Aede, Arque y Mélete.
Meletea es la musa del pensamiento, la de las ideas y la imaginación, encargada de ir formando en su mente los primeros esbozos de la idea creativa, la cual, más tarde, desembocará en la obra artística como tal, con la ayuda de sus dos hermanas restantes.[cita requerida]
Los poetas consideran que las cosas o las obras artísticas nacen con Meletea, pues toda obra artística —sea cual sea su naturaleza— en un principio es sólo una idea incorpórea en la mente del artista. Meletea piensa en abstracto, y deja el trabajo de la creación propia de la obra a Mnemea, y el de la ejecución a Aedea.[cita requerida]
A Meletea se la representa generalmente como una joven en actitud de pensar, mirando a la nada o al infinito y con un dedo puesto sobre su boca.[cita requerida]